# Cordillera Central (República Dominicana)
Cordillera Central és la serralada més alta de la República Dominicana i de tota la regió del Carib, corrent a través del cor de l'illa de Hispaniola.
Connectat amb el Massif du Nord de Haití, gradualment doblega cap al sud i arriba prop de la ciutat de San Cristóbal en la costa plana del Carib. A causa de la seva altitud, temperatura fresca, i vistes, es també conegut com els Alps Dominicans. Té els cims: Pic Duarte (3.098m), el punt més alt del Carib), La Pelona (3.094 m) i La Rucilla (3.049 m).
Es troba el Parc Nacional José Armando Bermúdez on creix la Magnolia Pàl·lida (Magnolia pallescens), una espècie endèmica en perill de l'Hispaniola.
En la cantonada de sud-oest del país, sud de la Cordillera Central es troba la Sierra de Neiba, i cap al sud la Sierra de Bahoruco, una continuació del Massís de la Selle de Haití.